# Remolino
Remolino – miasto w Kolumbii, w departamencie Magdalena.